# Акен (Эльба)
Акен (нем. Aken) — город в Германии, в земле Саксония-Анхальт.
Входит в состав района Кётен. Население составляет 8317 человек (на 31 декабря 2010 года). Занимает площадь 59,91 км². Официальный код — 15 1 59 001.

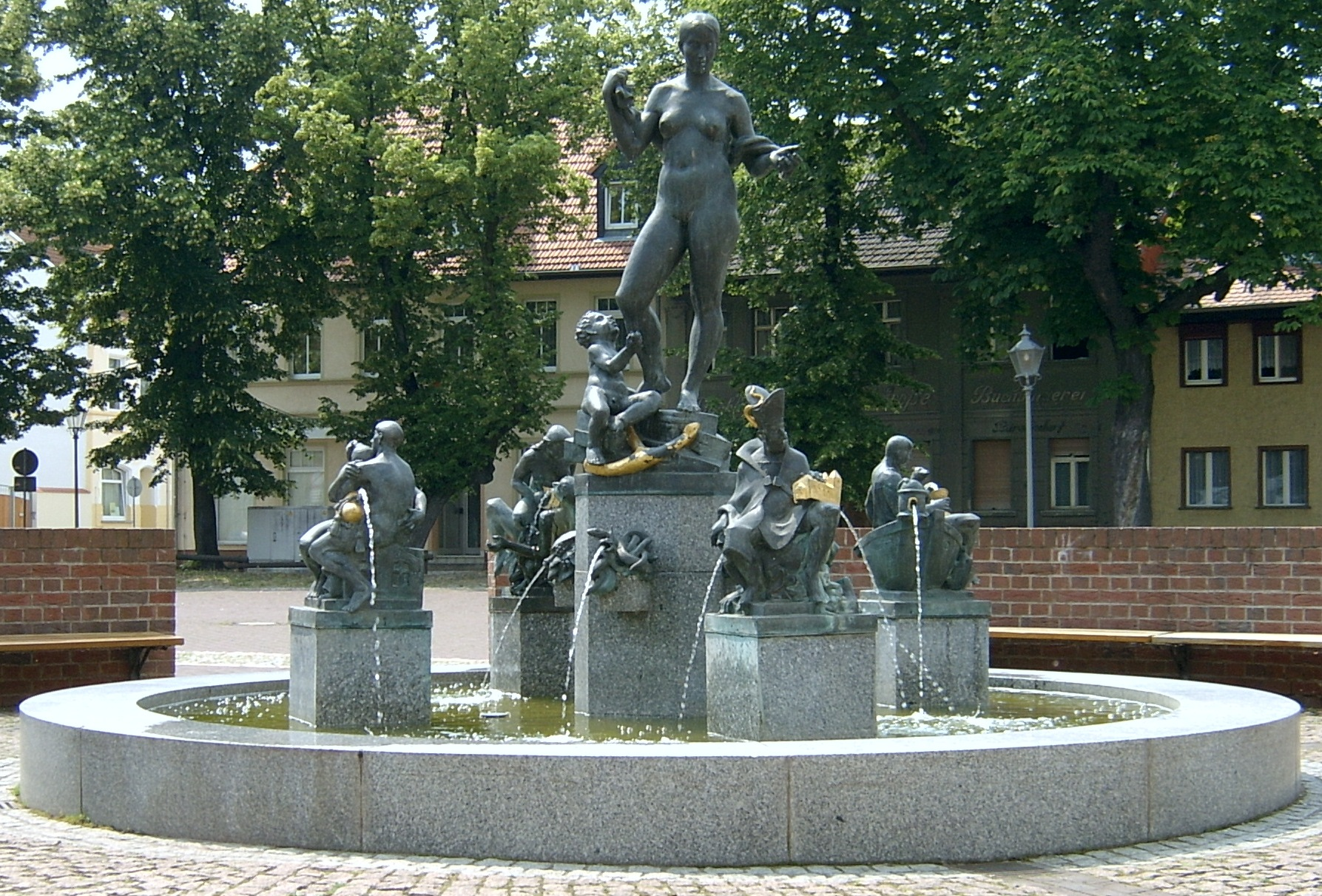
Акен (Эльба)

## Знаменитые земляки
- Теодор фон Зикель (1826—1908) — австрийский историк